# Sărmaș (gmina)
Sărmaș – gmina w Rumunii, w okręgu Harghita. Obejmuje miejscowości Fundoaia, Hodoșa, Platonești, Runc i Sărmaș. W 2011 roku liczyła 3804 mieszkańców.